# ناو کلاس کانگیسبرگ (۱۹۲۷)
کروزر کلاس کانگیسبرگ (۱۹۲۷) (به انگلیسی: Königsberg-class cruiser (1927)) یک کلاس از کشتی است که طول آن ۱۷۴ متر (۵۷۱ فوت) می‌باشد.